# Município Lubango
Município Lubango är en kommun i Angola.   Den ligger i provinsen Huíla, i den västra delen av landet, 700 km söder om huvudstaden Luanda. Antalet invånare är 1 414 115.
Trakten runt Município Lubango består till största delen av jordbruksmark. Runt Município Lubango är det glesbefolkat, med 16 invånare per kvadratkilometer.